# 馬爾基夫卡河
馬爾基夫卡河（烏克蘭語：Марківка），是烏克蘭的河流，位於該國西南部文尼察州，屬於德涅斯特河的左支流，發源自科洛堅卡，河道全長62公里，流域面積899平方公里，支流有亞蘭卡河和維利尚卡河。